# Acquedotto Eifel
L'acquedotto Eifel fu uno dei più lunghi acquedotti dell'impero romano.
Costruito nell'80 d.C., trasportava acqua per circa 95 km dalle colline della regione di Eifel, nell'attuale Germania, all'antica città di Colonia Claudia Ara Agrippinensium (l'odierna Colonia). Se si includono anche le sorgenti secondarie, la lunghezza complessiva raggiunge i 130 km. La costruzione era quasi interamente costruita al livello del suolo, ed il flusso dell'acqua era provocato solamente dalla forza di gravità. Pochi ponti, tra cui uno lungo 1400 metri, erano necessari per attraversare la vallata. A differenza di altri famosi acquedotti, l'Eifel venne appositamente progettato per minimizzare il tragitto sopraelevato rispetto al suolo, al fine di metterlo al riparo da danneggiamenti e dal congelamento dell'acqua.

## Storia
Prima della costruzione dell'acquedotto Eifel, Colonia riceveva l'acqua dall'acquedotto Vorgebirge, la cui sorgente si trovava nella regione di Villé ad ovest della città. Con il crescere della città, l'acquedotto non fu più in grado di fornire acqua di qualità sufficiente; la sorgente conteneva tracce di limo in estate, e a volte si prosciugava completamente. Venne quindi costruito un nuovo acquedotto per portare in città l'acqua dalla sorgente dell'Eifel.
L'acquedotto Eifel venne costruito nella parte settentrionale della regione. La costruzione era fatta in calcestruzzo con pietre che formavano una copertura ad arco. Aveva una portata massima di circa 20 000 m³ di acqua al giorno. L'acquedotto era in grado di fornire acqua per fontane, bagni e case private di Colonia Claudia Ara Agrippinensium. Venne utilizzato fino al 260 circa, quando la città venne per la prima volta saccheggiata dai Germani. In seguito non venne più utilizzato, e si tornò all'uso del vecchio acquedotto Vorgebirge.

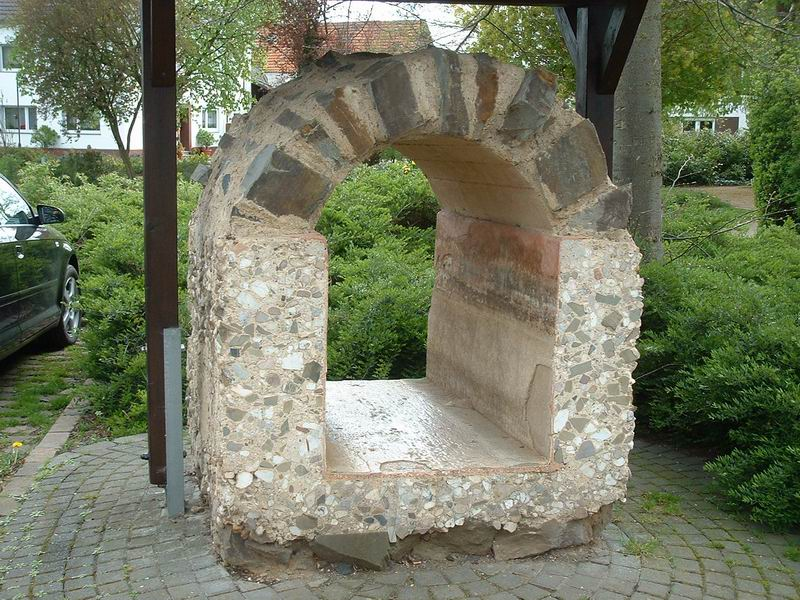
A Buschhoven, vicino a Bonn, viene conservata una piccola sezione dell'acquedotto

## Corso
L'acquedotto inizia dalla sorgente situata nell'area di Nettersheim, nella valle del fiume Urft. Percorre tutta la valle fino a Kall, dove oltrepassa lo spartiacque che divide i bacini della Mosa e del Reno. Gli ingegneri romani decisero questo percorso per il fatto che erano in grado di superare lo spartiacque senza dover creare un tunnel o installare una pompa. L'acquedotto correva parallelo alla catena montuosa settentrionale degli Eifel, incrociando l'Erft vicino a Kreuzweingarten (nel circondario di Euskirchen) e lo Swist con un ponte ad archi. A Kottenforst, a nord-ovest di Bonn, attraversava l'altopiano di Vorgebirge. infine attraversava Brühl e Hürth prima di arrivare a Colonia. Altre sorgenti secondarie, giudicate sufficienti per quantità e qualità dagli ingegneri, vennero equipaggiate con acquedotti minori al fine di rifornire lo stesso Eifel.

## Aspetti architettonici

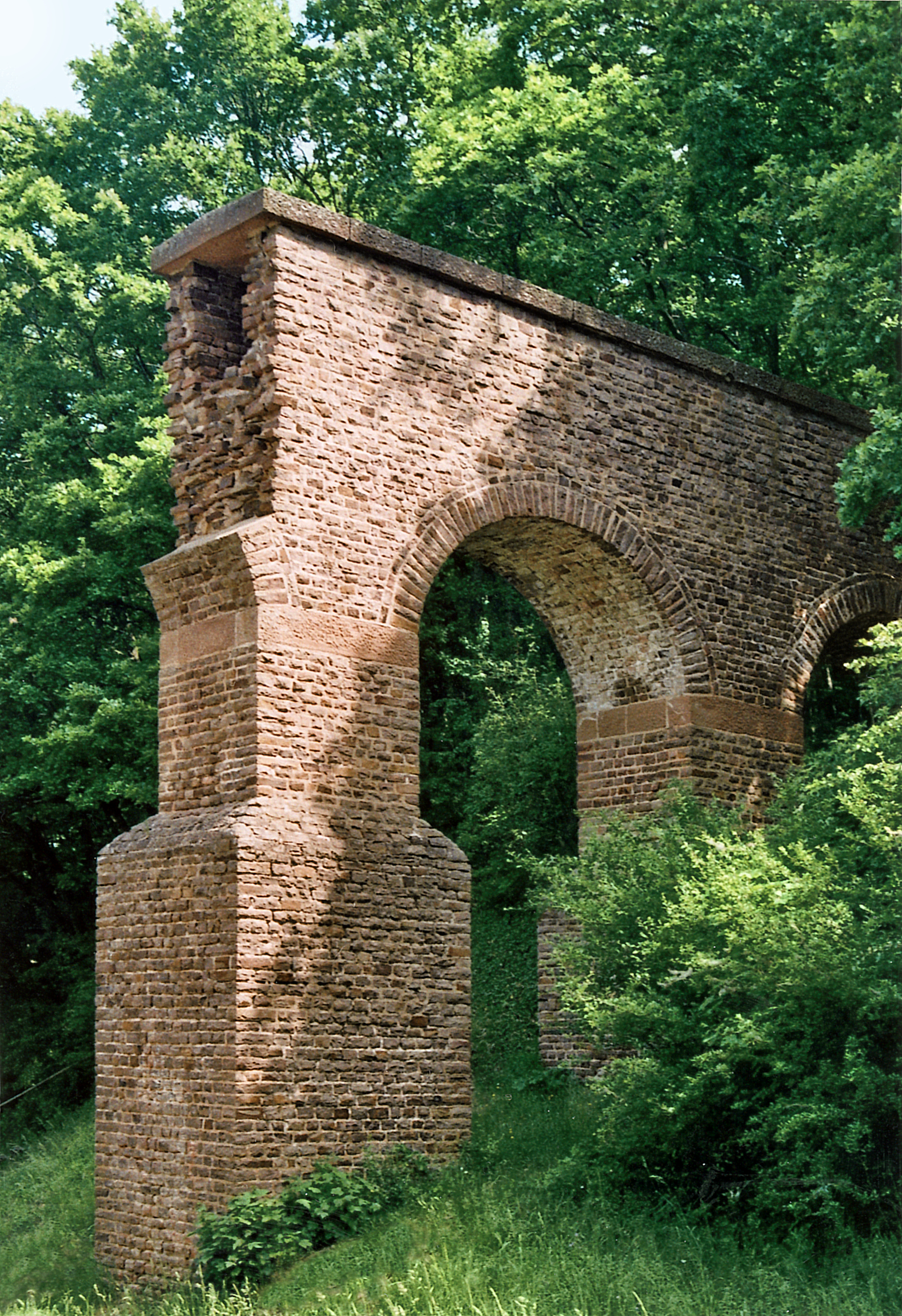
Acquedotto ricostruito nei pressi di Mechernich-Vussem

Per proteggersi dal congelamento dell'acqua, buona parte dell'acquedotto scorre un metro sotto terra. Gli scavi archeologici hanno mostrato che, al livello più basso, gli ingegneri romani posero un'ampia base di pietre. Su questa base costruirono una scanalatura in calcestruzzo e pietra a forma di U per l'acqua e, sopra a questo, pietre squadrate e malta vennero usate per costruire un arco protettivo.
Per i lavori con il calcestruzzo e per l'arco gli ingegneri usarono tavole di legno per dare la forma. I segni delle nervature del legno sono ben visibili nel calcestruzzo anche dopo 2000 anni. L'acquedotto ha una larghezza interna di 70 cm ed un'altezza di 1 metro, in modo che gli operai potessero entrare in caso di necessità. L'esterno era sigillato con intonaco in modo da tenere all'esterno l'acqua sporca. In vari posti venne creato un sistema di drenaggio per tenere lontana l'acqua presente nel suolo. I corsi minori incrociano l'acquedotto attraverso dei cunicoli; molto vicino alla sorgente ne è rimasto un ben conservato.
Anche l'interno dell'acquedotto era intonacato con una sostanza rossa chiamata opus signinum. Questa pasta era composta da calce viva e da mattoni rotti. Questo materiale era resistente all'acqua ed evitava perdite. Le piccole crepe venivano sigillate con legno di frassino, particolarmente diffuso nel periodo in cui l'acquedotto venne costruito.

## Costruzioni presso le sorgenti

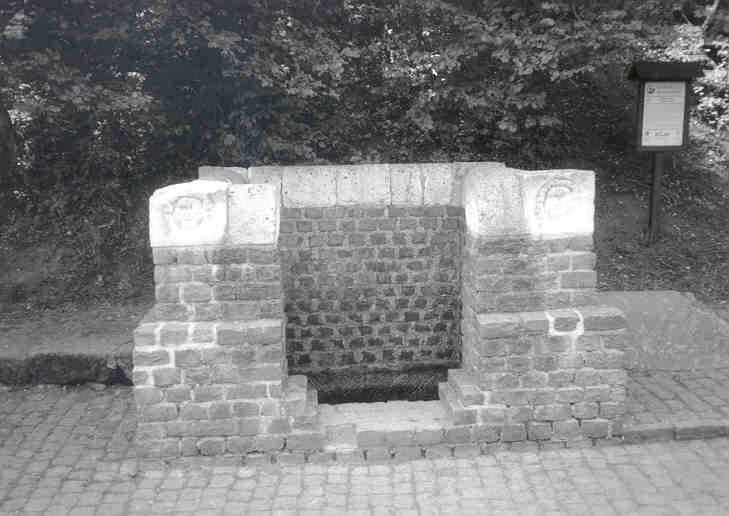
La sorgente di Grüner Pütz contiene una piscina romana

Molte sorgenti dell'area sono state dotate di costruzioni che permettevano di incanalare l'acqua nell'acquedotto. La prima si trovava alla sorgente, Grüner Pütz, vicino a Nettersheim. La più studiata è la "fontana Klaus" di Mechernich. Questo sito è stato archeologicamente ricostruito e conservato. Le costruzioni di varie sorgenti vennero progettate per rispettare le caratteristiche dell'area, e potrebbero rispettare anche i moderni requisiti architettonici.
Sono state riconosciute quattro principali aree sorgive:
- Grüner Pütz (Pieno di verde) vicino a Nettersheim
- Klausbrunnen (fontana Klaus) vicino a Mechernich
- Un'area sorgiva a Mechernich-Urfey
- La Hausener Benden a Mechernich-Eiserfey

L'area di Hausener Benden, anch'essa nei pressi di Mechernich, è interessante perché scoperta piuttosto tardi, e rimessa in funzione. Nel 1938, durante le ricerche di una fonte d'acqua potabile nei pressi di Mechernich, gli operai scoprirono una parte dell'acquedotto che partiva da questa zona. L'acqua che scorreva al suo interno venne semplicemente convogliata nel moderno sistema idrico. Non essendo per nulla danneggiato, non vennero svolte ricerche archeologiche per la costruzione attorno alla sorgente.

## La richiesta romana di acqua di qualità

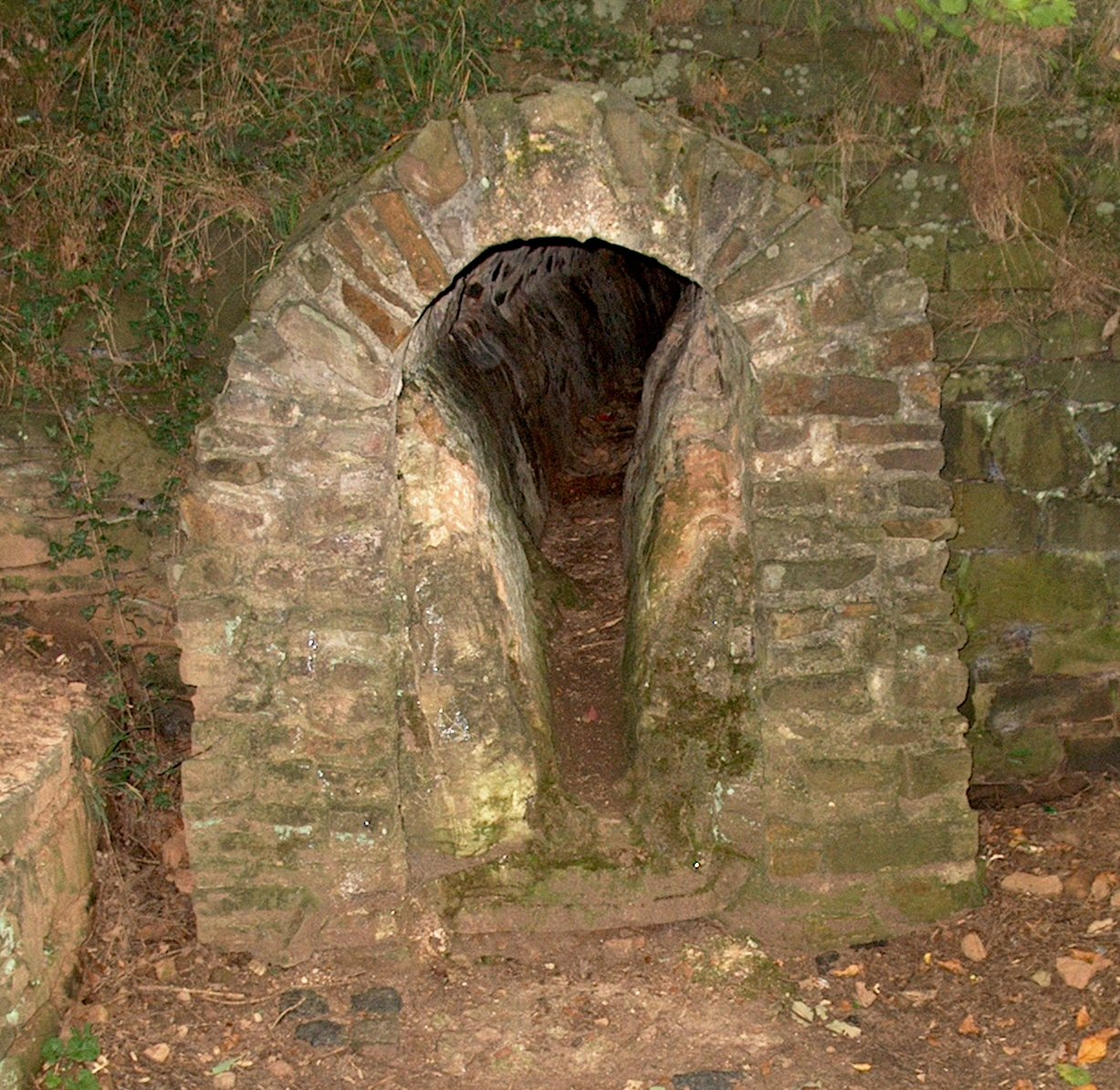
Questa parte di acquedotto a Euskirchen Kreuzweingarten mostra la formazione di carbonato di calcio sul fianco del canale

I romani preferivano acqua potabile con un alto contenuto minerale, preferendone il sapore a quello dell'acqua dolce. L'architetto romano Vitruvio descrisse il processo di analisi di una sorgente d'acqua potabile:
(Vitruvio, De architectura, 8,4,1)
Vitruvio insistette (8,3,28) sul fatto che "conseguentemente dobbiamo fare molta attenzione nella ricerca di sorgenti e nella loro selezione, tenendo in primo piano la salute delle persone". L'acqua proveniente dall'Eifel era considerata una delle migliori dell'impero.
Sfortunatamente l'acqua dura tende a produrre depositi di carbonato di calcio, ed infatti buona parte dell'acquedotto è oggi ricoperto da uno spesso strato di calcare, fino a 20 cm. Nonostante la riduzione dello spessore interno causato dal calcare, l'acquedotto era ancora in grado di trasportare acqua a sufficienza per soddisfare i bisogni di Colonia. Nel Medioevo lo strato di "marmo Eifel" che faceva parte dell'acquedotto venne riutilizzato come materiale da costruzione.

## Tratti sopra al suolo
Per vari motivi l'Eifel è composto da pochi tratti esposti, a differenza di altri acquedotti romani quali il Ponte del Gard della Francia meridionale:
- Il percorso dell'acquedotto venne scelto in modo da evitare di dover erigere costruzioni.
- I tratti sotterranei erano riparati dal congelamento invernale.
- L'acqua che raggiungeva Colonia aveva una temperatura ideale grazie all'isolamento garantito dal terreno.
- In caso di guerre l'acquedotto avrebbe subito meno danni.

Nonostante questo, esistono punti in cui fu obbligatoria la costruzione di ponti o altro. Il più importante è un ponte ad archi che attraversa lo Swist nella valle del Reno; tale ponte è lungo 1.400 metri e raggiunge i 10 metri di altezza. Gli archeologi calcolano che il ponte originale fosse composto da 295 archi, ognuno dei quali largo 3,56 metri. Il ponte è stato però ridotto in macerie dal passare degli anni.
Un piccolo ponte ad archi attraversa la valle vicino a Mechernich-Vussem. Questo ponte era alto 10 metri e lungo 80. I resti archeologici ritrovati erano in condizioni sufficienti da permetterne una ricostruzione parziale, in modo da mostrare come dovesse essere in origine.

## Costruzione romana dell'acquedotto
La costruzione dell'acquedotto mise alla prova le capacità e la conoscenza degli ingegneri romani. I romani soffrivano a volte di bassa qualità nelle grandi opere, come testimoniato da Sesto Giulio Frontino, responsabile delle risorse idriche della città di Roma che scrisse:

### Costo della costruzione
Considerando la quantità di studi topografici, costruzione sotterranea, e lavori di muratura, una costruzione di queste dimensioni non si sarebbe potuta costruire in un blocco unico. Al contrario, gli ingegneri divisero l'intero tratto in lotti più piccoli. Attraverso ricerche archeologiche sono stati determinati i confini di queste zone. Ogni lotto comprendeva un tratto di 15.000 piedi romani (4.400 metri). È stato dimostrato anche che gli studi topografici vennero svolti in momenti diversi da quelli della costruzione stessa, proprio come accade per le odierne grandi opere.
Ogni metro dell'acquedotto ha comportato lo scavo di circa 3–4 m³ di terra, e la costruzione di 1,5 m³ di struttura in mattoni e calcestruzzo, oltre a 2,2 m² di intonacatura. Il costo complessivo del lavoro è stato stimato in 475 000 giorni di lavoro: considerando una media di 180 giorni di lavoro all'anno a causa delle condizioni atmosferiche, 2.500 lavoratori impegnati per 16 mesi avrebbero completato il progetto. La reale durata dei lavori sembra essere stata molto maggiore, soprattutto per il fatto che a questo calcolo va aggiunto il tempo necessario per gli studi topografici e la produzione del materiale edile.
Dopo il completamento della costruzione, i vari tratti vennero uniti, la superficie del suolo riappiattita, e venne creato un percorso di manutenzione. Questo percorso serviva anche a delimitare le aree in cui era vietata l'agricoltura. Altri acquedotti romani sono dotati delle stesse strutture. Quello di Lione in Francia venne contrassegnato dalla seguente iscrizione:

### Studi topografici
Dopo aver scelto una buona posizione per l'acquedotto, fu necessario garantire una pendenza costante per tutto il percorso. Usando arnesi simili alle attuali livelle gli ingegneri romani erano in grado di mantenere una pendenza che si aggirava attorno allo 0,1% (un metro di dislivello per ogni chilometro). Oltre alla pendenza, era necessario unire tratti diversi dell'acquedotto senza sbalzi.
I costruttori dell'Eifel fecero attentamente uso della pendenza naturale del terreno. Se i lavori di un segmento arrivavano troppo vicino a quello successivo, veniva creata una piscina in modo da rallentare il flusso dell'acqua.

### Calcestruzzo
Il calcestruzzo usato per l'Eifel era una combinazione di calcare, sabbia, pietre ed acqua. Vennero usate delle tavole per dare al forma al calcestruzzo. Le analisi moderne svolte per testare la qualità del calcestruzzo hanno dimostrato che sarebbe in grado di rispettare gli attuali standard. Questo particolare calcestruzzo veniva chiamato opus caementicium in lingua latina.

## Utilizzo dell'acquedotto

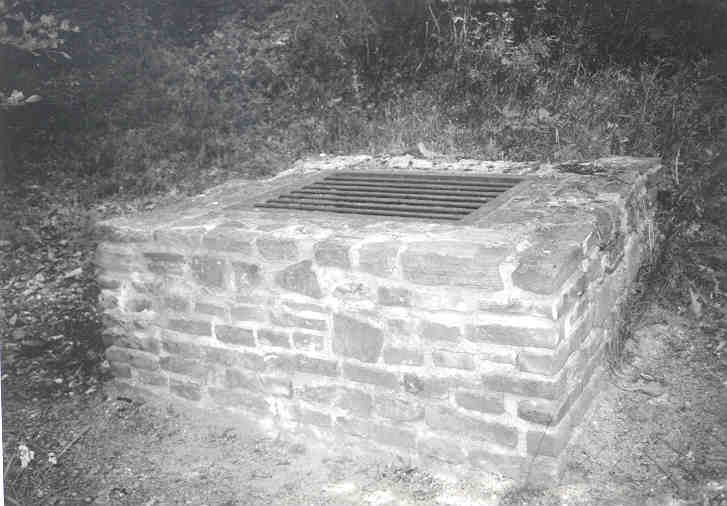
Il personale della manutenzione poteva entrare nel canale attraverso pozzi come questo

L'acquedotto venne usato per 180 anni, dall'80 al 260, richiedendo manutenzione continua, miglioramenti, pulizia e raschiatura dei depositi di calcare. I lavori di manutenzione erano facilitati da pozzi disposti a distanza regolare, attraverso i quali gli operai scendevano nell'acquedotto. Altri pozzi vennero costruiti nei punti in cui si effettuavano delle riparazioni e nei punti di confine tra diversi lotti di costruzione. C'erano anche piscine nei punti in cui varie sorgenti si univano al corso principale, in modo che i manutentori potessero tenere sott'occhio le aree problematiche.

## Distribuzione idrica nell'antica Colonia
Nei chilometri che precedevano l'antica città, l'acquedotto lasciava il terreno supportato da un ponte alto circa 10 metri. Questa costruzione permetteva all'acqua di essere consegnata anche alle zone cittadine sopraelevate tramite tubi pressurizzati. I tubi del tempo erano costruiti con lastre di piombo piegate ad anello, saldate o con flange che permettevano di unire porzioni diverse. I romani usavano arnesi in bronzo come rubinetti.
L'acqua arrivava alle varie fontane pubbliche cittadine, sempre in funzione. La rete di fontane era talmente fitta che nessun cittadino doveva fare più di 50 metri per prelevare l'acqua. Inoltre varie abitazioni e bagni pubblici, come i sanitari pubblici, erano riforniti di acqua. L'acqua persa era raccolta in una rete di canali che scorreva sotto la città portando fino al Reno. Una parte del sistema fognario è aperto ai turisti sotto via Budengasse, a Colonia.

## L'acquedotto come cava di pietre

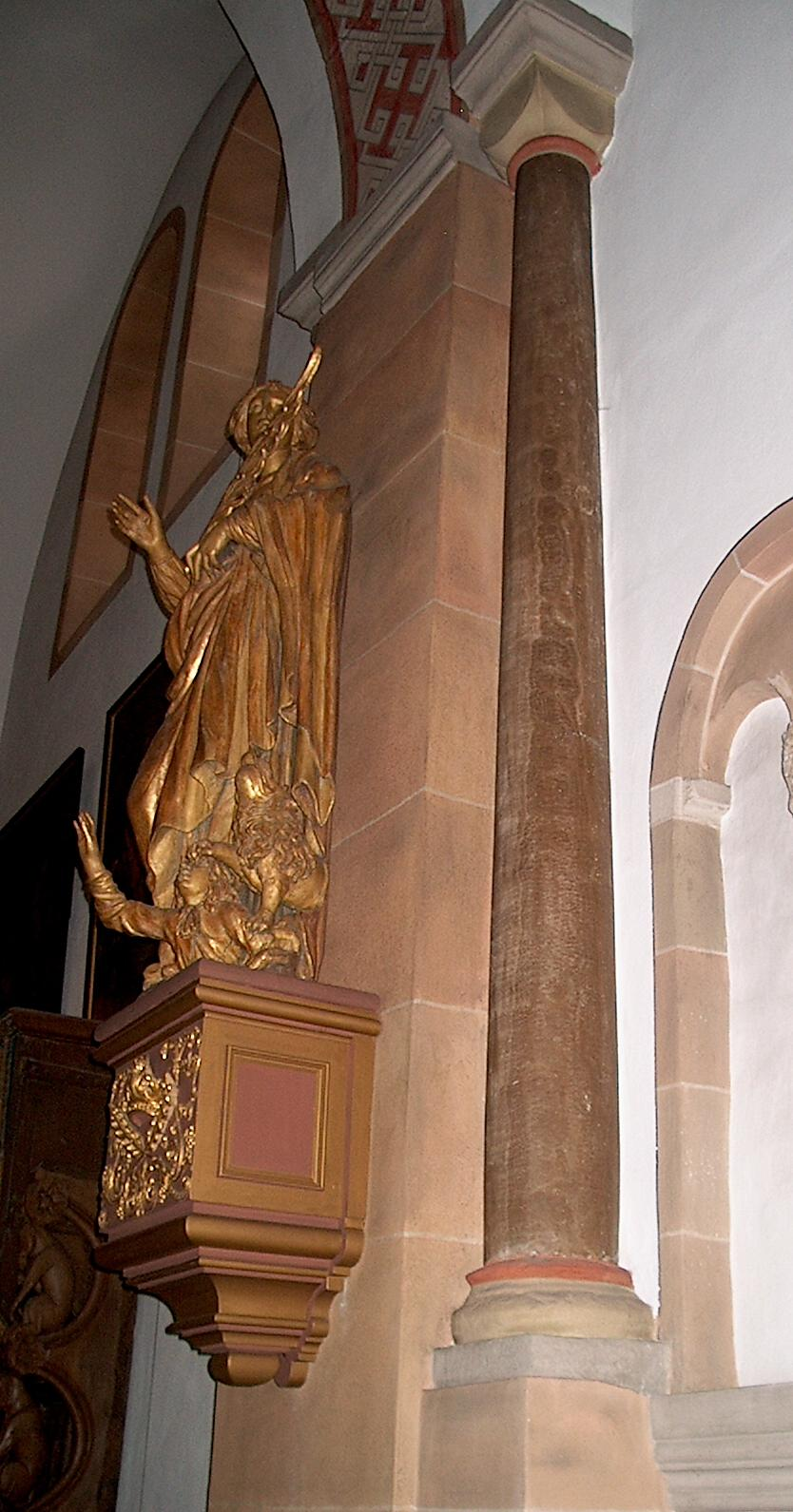
Questa colonna della chiesa dei Santi Chrysanthus e Daria, a Bad Münstereifel, venne scolpita con il calcare estratto dai depositi dell'acquedotto

L'acquedotto Eifel venne distrutto dalle tribù germaniche nel 260, durante un attacco a Colonia, e non venne mai più rimesso in funzione, anche se la città continuò ad esistere. Nel corso della migrazione di varie tribù attraverso la regione, la tecnologia degli acquedotti cadde in disuso. L'intero acquedotto rimase interrato per 500 anni, finché i Carolingi iniziarono una nuova costruzione nella valle del Reno. Dal momento che questa zona era particolarmente povera di pietre, l'acquedotto divenne una fonte di materiale edile. Sezioni intere dell'acquedotto vennero usate per costruire varie mura nella valle del Reno, ad esempio. Alcune di queste sezioni sono tuttora coperte dall'intonacatura che ricopriva l'acquedotto. Tutte le parti esposte dell'acquedotto, e buona parte di quelle interrate, vennero usate durante il Medioevo per altre costruzioni.
In particolare era ricercato il calcare situato all'interno. Durante gli anni in cui l'acquedotto venne usato, alcuni tratti si ricoprirono di strati di calcare spessi fino a 20 cm. Il materiale aveva una consistenza simile al marmo rosso, ed era facilmente estraibile. Dopo la lucidatura mostrava venature, e poteva essere usato per tavole di pietra una volta tagliato. Queste pietre artificiali vennero usate per tutta la valle del Reno, ed era particolarmente popolare per la costruzione di colonne, infissi ed altari. Si trovano prove dell'uso di "marmo Eifel" molto ad est, fino a Paderborn e Hildesheim, dove vennero usati nella costruzione delle cattedrali. La Cattedrale di Roskilde, in Danimarca, è il punto più settentrionale raggiunto da questo materiale, sotto forma di pietre tombali.
Secondo una leggenda medievale l'acquedotto rappresentava un passaggio sotterraneo da Treviri a Colonia. Secondo la leggenda il diavolo scommise con l'architetto del Duomo di Colonia che sarebbe riuscito a costruire questo passaggio prima del termine della sua costruzione. L'architetto accettò la scommessa e fece lavorare duramente i suoi sottoposti. Un giorno la costruzione del Duomo causò la rottura dell'acquedotto, e si vide l'acqua scorrere al suo interno. Si dice che il diavolo costrinse poi l'architetto a suicidarsi saltando dal campanile incompleto della cattedrale. Si crede che la morte dell'architetto (e non la mancanza di fondi) fu la causa di un ritardo secolare nel suo completamento.
Un po' di scritti medievali sull'acquedotto non riescono a spiegarne il motivo della costruzione. Secondo alcuni non trasportava acqua in città, ma vino; è questo il caso del Gesta Treverorum di Maternus, vescovo di Colonia (IV secolo), e del Hymn to Saint Anno dell'XI secolo.

## Turismo

Il percorso escursionistico che costeggia l'Eifel è segnalato con questo simbolo distintivo

Il Römerkanal-Wanderweg (percorso escursionistico dell'acquedotto Eifel) percorre circa 100 km lungo il percorso originario da Nettersheim a Colonia. I collegamenti del trasporto pubblico sono buoni, e permettono di fare a piedi diversi tratti. Può essere usato anche come pista ciclabile. Ci sono circa 75 stazioni informative lungo il percorso, fornendo un'ottima vista dell'acquedotto.

## Retaggio
Ricerche archeologiche vennero svolte sull'acquedotto Eifel a partire dal XIX secolo. CA Eick fu lo scopritore della sorgente più distante da Colonia, la Grüner Pütz presso Nettersheim (nel 1867). Studi sistematici vennero svolti tra il 1940 ed il 1970 da Waldemar Haberey. Il suo libro del 1971 è ancora un'ottima guida lungo tutto il percorso. Nel 1980 l'archeologo Klaus Grewe ne completò la mappatura aggiungendola alla mappa catastale ufficiale tedesca. Il suo Atlas der römischen Wasserleitungen nach Köln (Atlante degli acquedotti romani di Colonia) è molto utilizzato dai ricercatori specializzati in architettura romana.
L'Eifel è un sito di alto valore archeologico, particolarmente per lo studio della topografia romana, della loro abilità organizzativa, e della conoscenza ingegneristica. È anche un simbolo struggente della perdita della conoscenza durante il declino della civiltà tra il Medioevo e l'era moderna, in cui il miglior uso trovato per l'acquedotto fu quello di cava di pietre. Il livello raggiunto dalla tecnologia romana in questa zona non è stato più eguagliato prima del XIX-XX secolo.